# Schwalbenwurzwanze

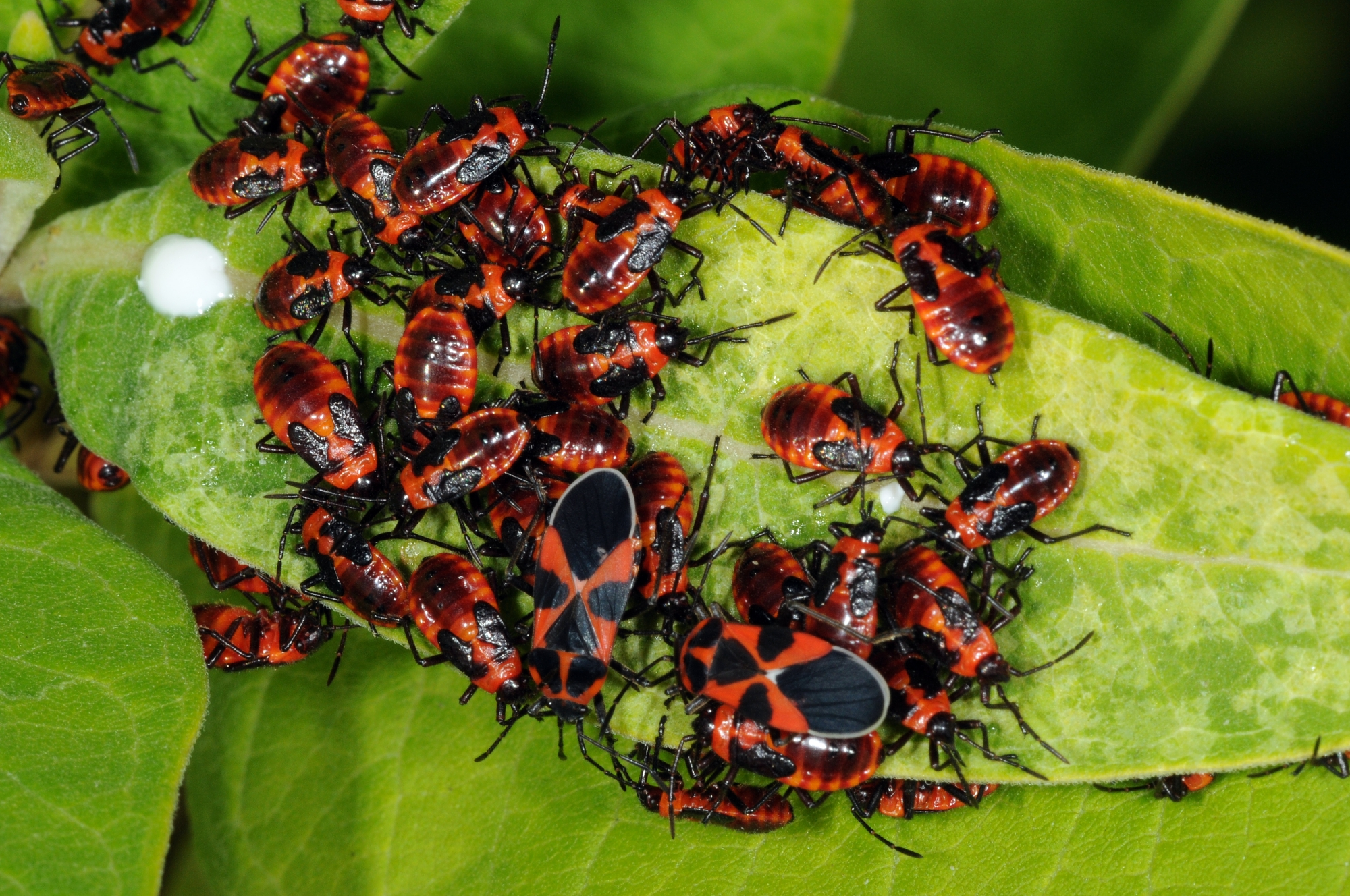
Zwei ausgewachsene Wanzen und Nymphen

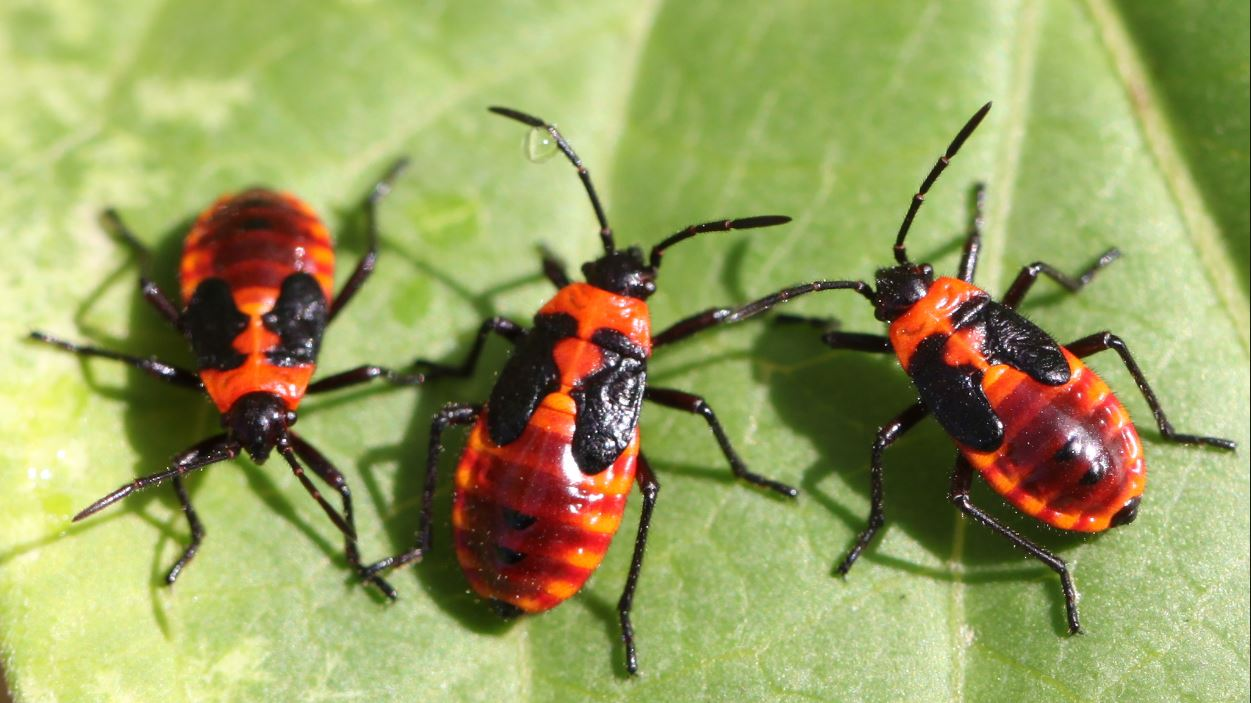
Nymphen der Schwalbenwurzwanze

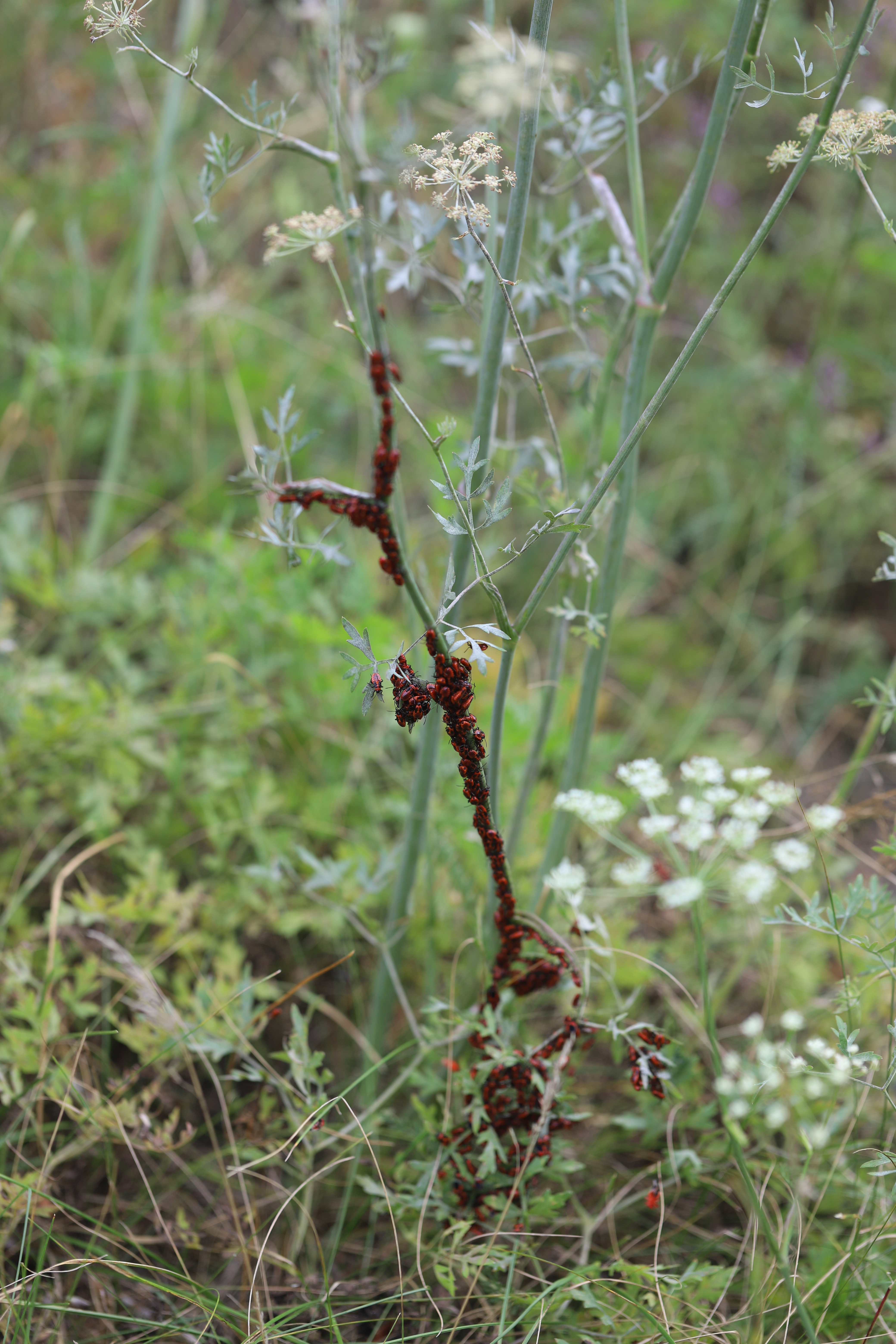
Aggregation von Nymphen kurz vor der letzten Häutung

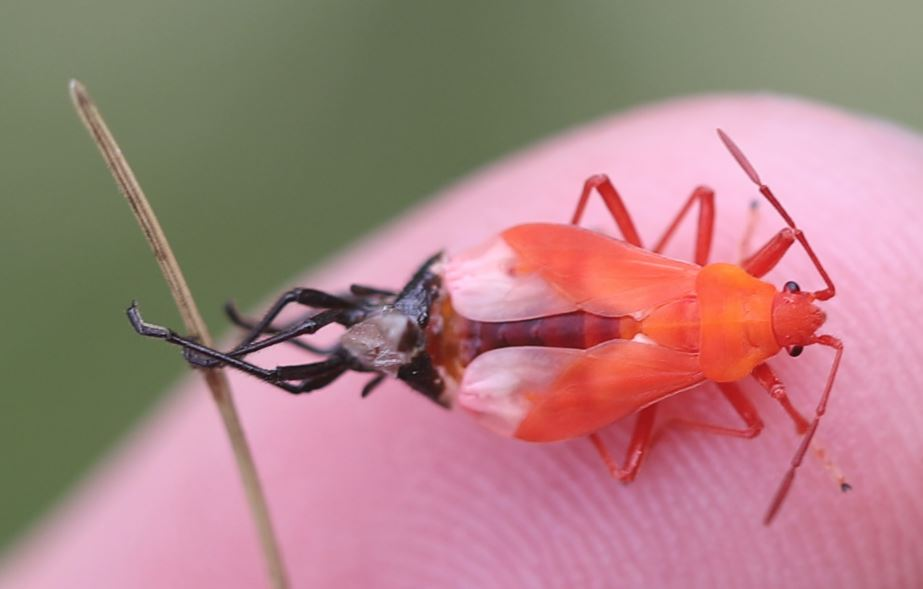
Eine Wanze bei der letzten Häutung

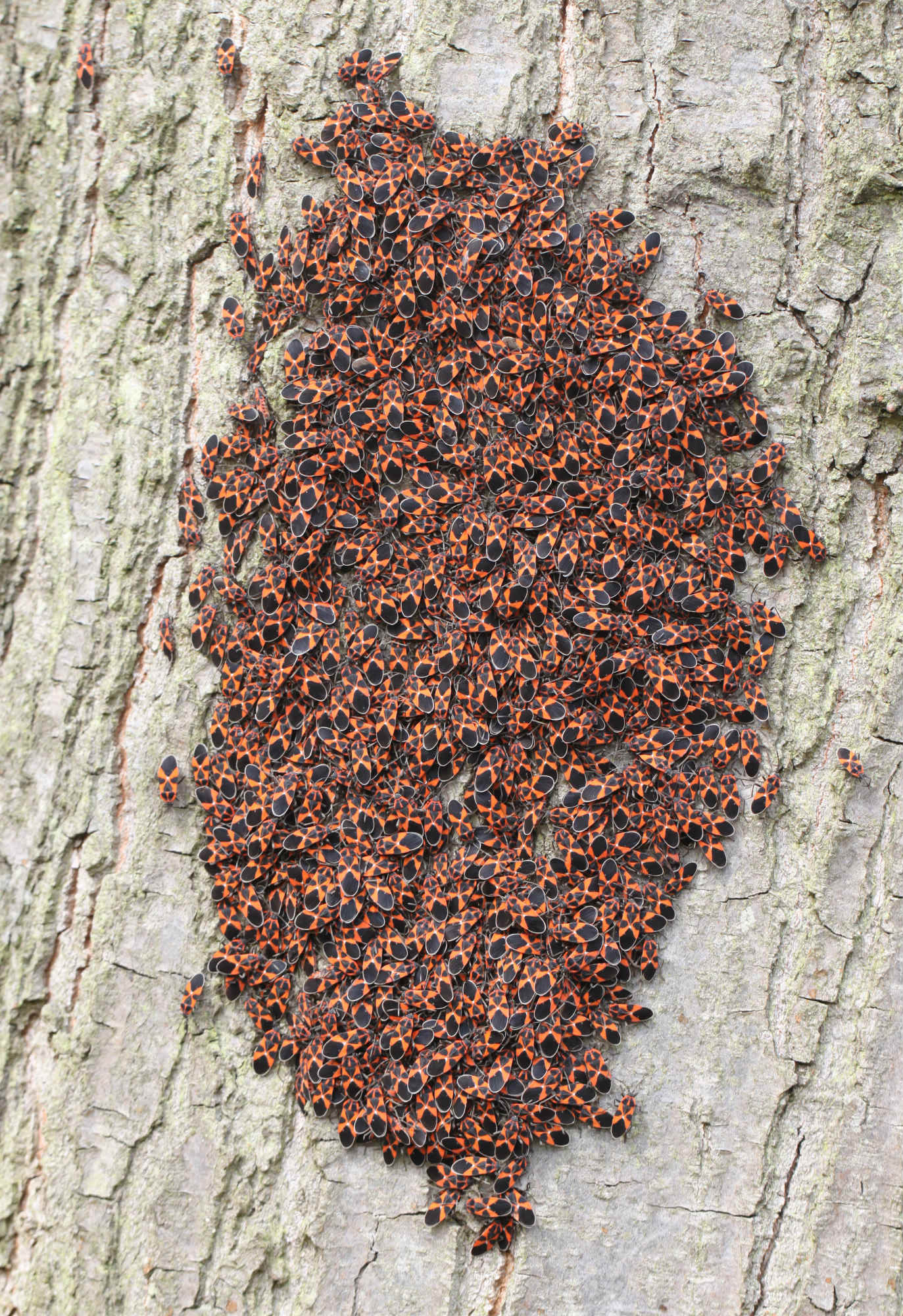
Aggregation an einem Baumstamm, gewöhnlich zur Überwinterung

Die Schwalbenwurzwanze (Tropidothorax leucopterus), auch Schwalbenwurz-Ritterwanze genannt, ist eine in Süd- und im südlichen Mitteleuropa vorkommende Wanzenart aus der Familie der Bodenwanzen (Lygaeidae).

## Merkmale
Imaginale Schwalbenwurzwanzen sind in Aufsicht länglich-ovale Tiere und etwa 9 bis 10 Millimeter lang. Die Art ist durch ihre rot-schwarze Warnfarbe auffallend. Der Kopf ist schwarz, er trägt in der Mitte des Hinterrands einen kleinen roten Fleck. Das Pronotum ist in der Grundfarbe schwarz, die Seitenränder, ein Mittelstreifen und der Vorderrand tragen einen roten Streifen, wobei die Hinterecken schwarz sind. Das Scutellum und das innerste Feld (Clavus) der Hemielytren sind schwarz (mit Ausnahme der äußeren Basalecken des Clavus), das äußere Feld (Corium) ist überwiegend rot, trägt aber in der Mitte einen rundlichen, vom Außenrand nicht ganz bis zum Innenrand reichenden schwarzen Fleck. Auch die Flügelmembran ist mattschwarz, ihr Rand und ein Fleck im Innenwinkel sind weiß. Die seitlichen Anteile der Segmente des Hinterleibs, das Connexivum, ist abwechselnd schwarz und rot gefleckt. Die Unterseite ist rot mit schwarzen Flecken. Sowohl die Fühler wie auch die Beine sind rein schwarz.
Neben dem charakteristischen Färbungsmuster ist die Art ausgezeichnet durch einen Mittelkiel des Pronotums, der vom Vorder- bis zum Hinterrand läuft. Die ähnlichen mitteleuropäischen Arten haben entweder keinen, oder dieser erreicht den Vorderrand nicht.
Die ausgewachsenen Wanzen als auch die Nymphen können mit denen der Gemeinen Feuerwanze (Pyrrhocoris apterus) oder denen der Ritterwanze (Lygaeus equestris) und anderen Lygaeini verwechselt werden.

## Verbreitung und Lebensraum
Die Art lebt rund um das Mittelmeer, in Südeuropa, Nordafrika und im angrenzenden Asien, in der Türkei, dem Kaukasus, Iran bis Zentralasien. Die offenbar an Schwalbenwurzgewächse gebundene, ursprünglich mediterrane Art, ist am Oberrhein stark in Ausbreitung begriffen. Sie treten an den wenigen Fundstellen in Deutschland meist massenhaft auf. Auch in Mähren (Tschechische Republik) breitet sich die Art seit etwa 2000 merklich nach Norden aus, neuere Funde liegen auch aus Bayern und Österreich vor.

## Lebensweise
Die Tiere ernähren sich hauptsächlich von Schwalbenwurzen (Vincetoxicum), nur in geringerem Maß von anderen Wirtspflanzen, wie Seidenpflanzen (Asclepias). Im Frühjahr findet man die Imagines häufig auf Zypressen-Wolfsmilch (Euphorbia cyparissias). Die rote Färbung ist ein Aposematismus (Warntracht), die Tiere sind giftig, da sie Toxine ihrer Wirtspflanze sequestrieren. Sie werden im Nahrungswahlversuch von Fressfeinden verschmäht. Dies gilt weniger ausgeprägt auch dann noch, wenn man sie im Experiment auf einer ungiftigen Wirtspflanze aufzieht; dies könnte an weiteren Abwehrmechanismen wie flüchtigen, von den Stinkdrüsen abgegebenen Wehrsekreten liegen. Möglicherweise lernen die Vögel aber einfach, warnfarbene Beute zu meiden.

## Taxonomie
Die Gattung Tropidothorax umfasst 13 Arten und ist in der südlichen Paläarktis, der Orientalis und der Afrotropis verbreitet. Tropidothorax leucopterus ist die Typusart der Gattung. und die einzige mitteleuropäische Art. In Europa kommt als zweite Art Tropidothorax sternalis (Dallas, 1852), selten in Italien und in Spanien, vor.